# Tutta l'Italia
Tutta l'Italia è un singolo del disc jockey e produttore italiano Gabry Ponte, pubblicato il 31 gennaio 2025.
Il brano ha visto la partecipazione vocale dei cantanti Andrea Bonomo ed Edwyn Roberts. Ha inoltre partecipato all’Eurovision Song Contest 2025, in rappresentanza di San Marino, classificandosi all’ultima posizione durante la serata finale dell'evento.

## Descrizione
La canzone combina sound tipici del beat elettronico e dance a tipici rimandi della canzone e tradizione italiana, come fisarmonica e tarantella.

## Promozione
Creato in vista del grande evento del 28 giugno 2025 allo stadio Giuseppe Meazza di Milano, il brano viene escluso dal Festival di Sanremo 2025, ma in vista del festival è stato pubblicato e ne è stato tratto il jingle ufficiale, e il presentatore Carlo Conti lo ha scelto per introdurre la serata finale.
Il successivo 25 febbraio è stato annunciato come uno dei venti concorrenti al San Marino Song Contest, l'evento atto a selezionare il partecipante del Titano all'Eurovision Song Contest 2025. Alla finale dell'evento Tutta l'Italia è risultato quello col maggior numero di voti ricevuti dalla giuria d'esperti, venendo così incoronato vincitore e rappresentante di San Marino sul palco eurovisivo a Basilea, in Svizzera. Arriva in finale, dove chiude al 26° e ultimo posto.

## Accoglienza
Il brano è stato associato per il testo a Espresso macchiato di Tommy Cash, anch'esso presentato in gara all'Eurovision Song Contest 2025, trovandovi similitudini nella propaganda di luoghi comuni sull'Italia.

## Video musicale
Il video musicale, diretto da Attilio Cusani, è stato pubblicato il 15 febbraio 2025 attraverso il canale YouTube del disc jockey.

## Tracce
Testi e musiche di Gabry Ponte, Andrea Bonomo e Edwyn Roberts.
1. Tutta l'Italia – 2:57

## Formazione
- Andrea Bonomo – voce
- Gabry Ponte – produzione, tastiere, programmazione
- Dominique Domenico Antonacci – tamburello
- Ciccio Raguso – tamburello
- Nico Vignola – chitarra, mandolino
- Vito Gentile – fisarmonica
- Edwyn Roberts – cori e voci

## Classifiche
| Classifica (2025) | Posizione massima |
| ----------------- | ----------------- |
| Grecia            | 94                |
| Islanda           | 27                |
| Italia            | 14                |
| Lituania          | 32                |
| Svezia            | 91                |
| Svizzera          | 29                |